# Мембранофони
Мембранофони (від лат. membrana — перетинка та грец. φωνη — звук) - група музичних інструментів, джерелом звуку яких слугує коливна мембрана — шкіра тварин або синтетична плівка, натягнута на циліндричний або конічний корпус, який також слугує резонатором інструменту. По мембрані вдаряють паличками, щіточками або долонями, що й призводить до її коливань.
З точки зору звуковисотності вирізняють мембранофони:
- З невизначеною висотою звуку (малий барабан, великий барабан, том-том),
- З визначеною висотою звуку (литаври, рототом).

Визначена висота звуку у мембранофонів досягається акустичним пристосуванням резонаторів і рівномірним натяжінням мембрани за допомогою спеціального механізму.
З точки зору способу, у який збуджуються коливання мембрани, вирізняють:
- ударні — по інструменту вдаряють паличками або долонями (напр.: литаври i барабани). До цього типу належать більшість мембранофонів. Значно рідше зустрічається два інших типи:
- фрикційні — мембрану труть щіточками або долонями. Фактично, такі інструменти як бубен чи малий барабан часто використовують і як ударні, і як фрикційні мембранофони.
- духові (напр. українська очеретина, або казу).